# Friends (Marshmello e Anne-Marie)
Friends è un singolo del DJ statunitense Marshmello e della cantautrice britannica Anne-Marie, pubblicato il 9 febbraio 2018 come quinto estratto dal primo album in studio di Anne-Marie Speak Your Mind.

## Descrizione
Il 5 febbraio 2018, entrambi gli artisti hanno pubblicato un'immagine per il singolo sui social media, rivelando la data di uscita della canzone, mentre il 7 febbraio 2018 è stato pubblicato un piccolo audio. Parlando della canzone con il London Evening Standard, Anne-Marie disse:

## Video musicale
Il videoclip, diretto da Hannah Lux Davis, è stato pubblicato il 16 febbraio 2018. Nel video, si vede Anne-Marie e un gruppo di amiche ospitano una festa in casa. Alla fine della festa, Marshmello inizia a pulire la casa per evitare di essere mandato via. Tuttavia, Anne-Marie insiste per cacciarlo, ma lui continua a cercare modi per tornare nella casa, cosa che infastidisce Anne-Marie e le sue amiche. Riecheggia il contenuto lirico della canzone, esplorando il tema dell'essere "friendzonati", con Marshmello che tenta di conquistare l'amore di Anne-Marie, che però vuole solo essere sua amica.

## Tracce
Download digitale
1. Friends – 3:22 (Marshmello, Natalie Dunn Anne-Marie Nicholson)

## Classifiche

### Classifiche settimanali
| Classifica (2018)               | Posizione massima |
| ------------------------------- | ----------------- |
| Australia                       | 4                 |
| Austria                         | 1                 |
| Belgio (Fiandre)                | 2                 |
| Belgio (Vallonia)               | 2                 |
| Canada                          | 5                 |
| Danimarca                       | 2                 |
| Finlandia                       | 5                 |
| Francia                         | 29                |
| Germania                        | 1                 |
| Grecia                          | 2                 |
| Irlanda                         | 3                 |
| Italia                          | 23                |
| Lussemburgo                     | 1                 |
| Malesia                         | 1                 |
| Norvegia                        | 4                 |
| Nuova Zelanda                   | 6                 |
| Paesi Bassi (Single Top 100)    | 4                 |
| Polonia                         | 13                |
| Portogallo                      | 4                 |
| Regno Unito                     | 4                 |
| Repubblica Ceca                 | 1                 |
| Singapore                       | 4                 |
| Slovacchia                      | 1                 |
| Spagna                          | 17                |
| Stati Uniti (Billboard Hot 100) | 11                |
| Svezia                          | 5                 |
| Svizzera                        | 4                 |
| Ungheria (Stream Top 40)        | 1                 |

### Classifiche di fine anno
| Classifica (2018) | Posizione |
| ----------------- | --------- |
| Brasile           | 116       |
| Islanda           | 12        |